# Z 92050
Z 92050 — французский электропоезд. Строился в 1996 году, для обслуживания пригородных железных дорог Лилля. Всего было построено 6 поездов. По состоянию на декабрь 2011 эксплуатируются все произведённые поезда. Поезд является модификацией Z 20500. 
Z 92050 принадлежит семейству Z 2N. Также в это семейство входят Z 5600, Z 8800, Z 20500, Z 20900.